# TXT e-solutions
TXT e-solutions è un'azienda italiana di informatica fondata nel 1989.
TXT è quotata alla Borsa Italiana con ticker TXT.MI., dove è presente negli indici FTSE Italia STAR e FTSE Italia Small Cap.
Ha sede principale Milano e uffici in Italia, Francia, Regno Unito, Germania, Svizzera e Stati Uniti d'America.

## Azienda
L'azienda fornisce servizi software e di system integration per clienti nei settori Aerospazio, Difesa, High-Tech, Automotive, Manufacturing ed Istituzioni Finanziarie erogati presso la sede principale di Milano, e prodotti per clienti nel settore Aerospace presso la controllata Pace, sita in Berlino.

## Cronologia
- 1989: Fondazione
- 2000: Quotazione alla Borsa di Milano - Nuovo Mercato
- 2001: Inizio delle attività di internazionalizzazione con l'apertura delle sedi in Francia, Spagna, Gran Bretagna, Germania
- 2002: Acquisizione di Logilab in Italia
- 2003: Acquisizione di Program in Italia
- 2004: Acquisizione di MSO Concept GmbH in Germania
  - Nuova sede a Lione
  - Ingresso nel segmento Tech Star di Borsa Italiana
- 2006: TXT e-solutions è selezionata da Microsoft per la Industry Builder Initiative
  - Apertura sede di New York
- 2007: Apertura sede di Haarlem
  - Riaggregazione delle divisioni TXT in tre aree di Business: TXT Perform, TXT Polymedia, TXT Next
- 2008: Acquisizione di BGM Solutions Ltd e consolidamento della presenza TXT PERFORM nel mercato britannico
- 2011: Vendita della divisione TXT Polymedia a Kit Digital Inc.
- 2017: Vendita della divisione Retail ad Aptos, società americana, controllata da Apax Partners, fondo private equity, per circa 85 milioni di euro
- 2019: Acquisizione del gruppo Assioma[2]
- 2020: Cessione ramo d'azienda Banking & Finance ad Assioma.NET[3]
- 2020: Acquisizione del 92% del capitale di HSPI[4], azienda specialista nella digital transformation di grandi aziende italiane pubbliche e private
- 2022: Acquisizione del 100% del capitale di TLogos[5], azienda altamente specializzata in Cybersecurity che opera principalmente nei settori Spazio, Telecomunicazioni e Difesa.